# 布罗克豪斯和叶夫龙百科词典

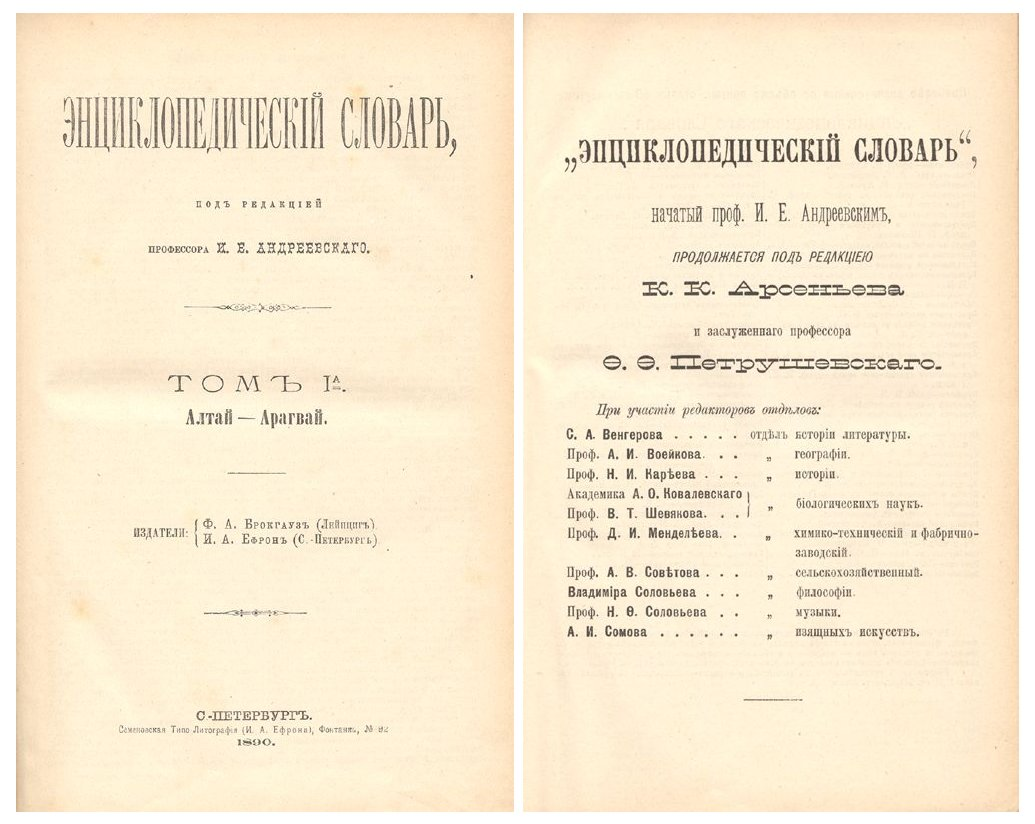
扉页

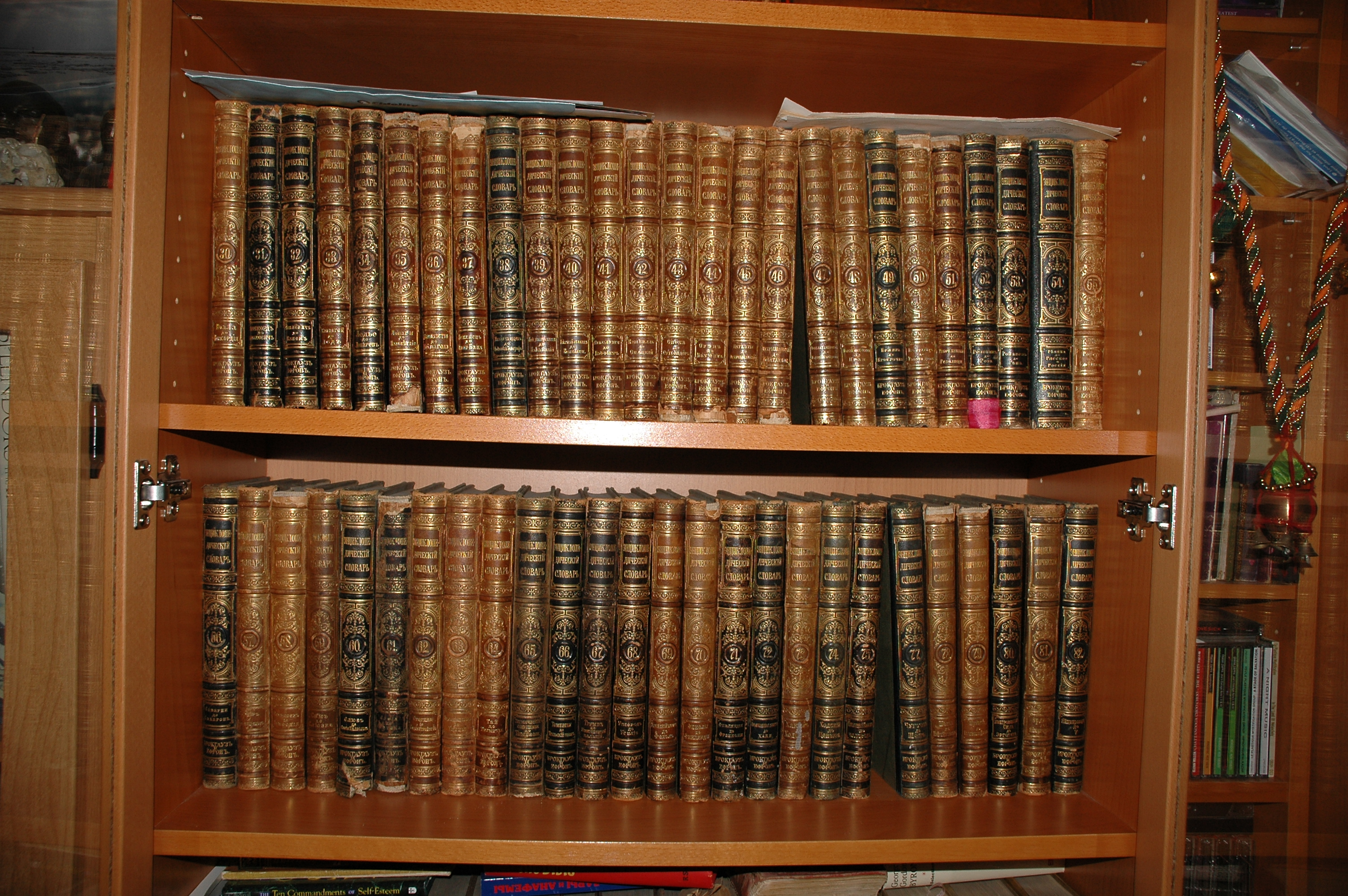
部分布罗克豪斯和叶夫龙百科词典

《布罗克豪斯和叶夫龙百科词典》（羅馬化：Entsiklopedicheskiy slovar' Brokgauza i Yefrona）是1890年至1907年间在俄罗斯帝国出版的一部俄语百科词典，出版人为圣彼得堡的伊利亚·叶夫龙（Ilya Efron）和莱比锡的布罗克豪斯（F. A. Brockhaus）。原书共86卷，含121,240篇文章、7,800张图片和235张地图。当时俄国的一些重要学者如门捷列夫和索洛維約夫等曾参与编辑。苏联解体之后，这部百科词典得到再版。